# John McKenzie (jégkorongozó)
John McKenzie (High River, Alberta, 1937. december 12. – Wakefield, Massachusetts, 2018. június 8.) Stanley-kupa-győztes kanadai jégkorongozó.

## Pályafutása
1958 és 1979 között volt aktív jégkorongozó. Az NHL-ben 1958 és 1972 között játszott négy csapatban, összesen 691 alkalommal. A Chicago Black Hawks színeiben három, a Detroit Red Wings-ben kettő, a New York Rangersben egy idényen át szerepelt. 1965 és 1972 között a Boston Bruinsban hét szezonon át játszott és kétszer nyert Stanley-kupát a csapattal. 1972 és 1979 között a WHA-ban szerepelt hat csapatban.
Edzőként WHA-s játékos pályafutása alatt tevékenykedett. 1972–73-ban a Philadelphia Blazers edzője volt hét mérkőzésen, de lemondott. 1973–74-ben a Vancouver Blazers ideiglenesen kinevezett edzője volt hét mérkőzés erejéig.

## Sikerei, díjai
Boston Bruins
- Stanley-kupa
  - győztes: 1969–70, 1971–72